# Marrella splendens
Pour les articles homonymes, voir Marella.
Marrella
Genre
Espèce

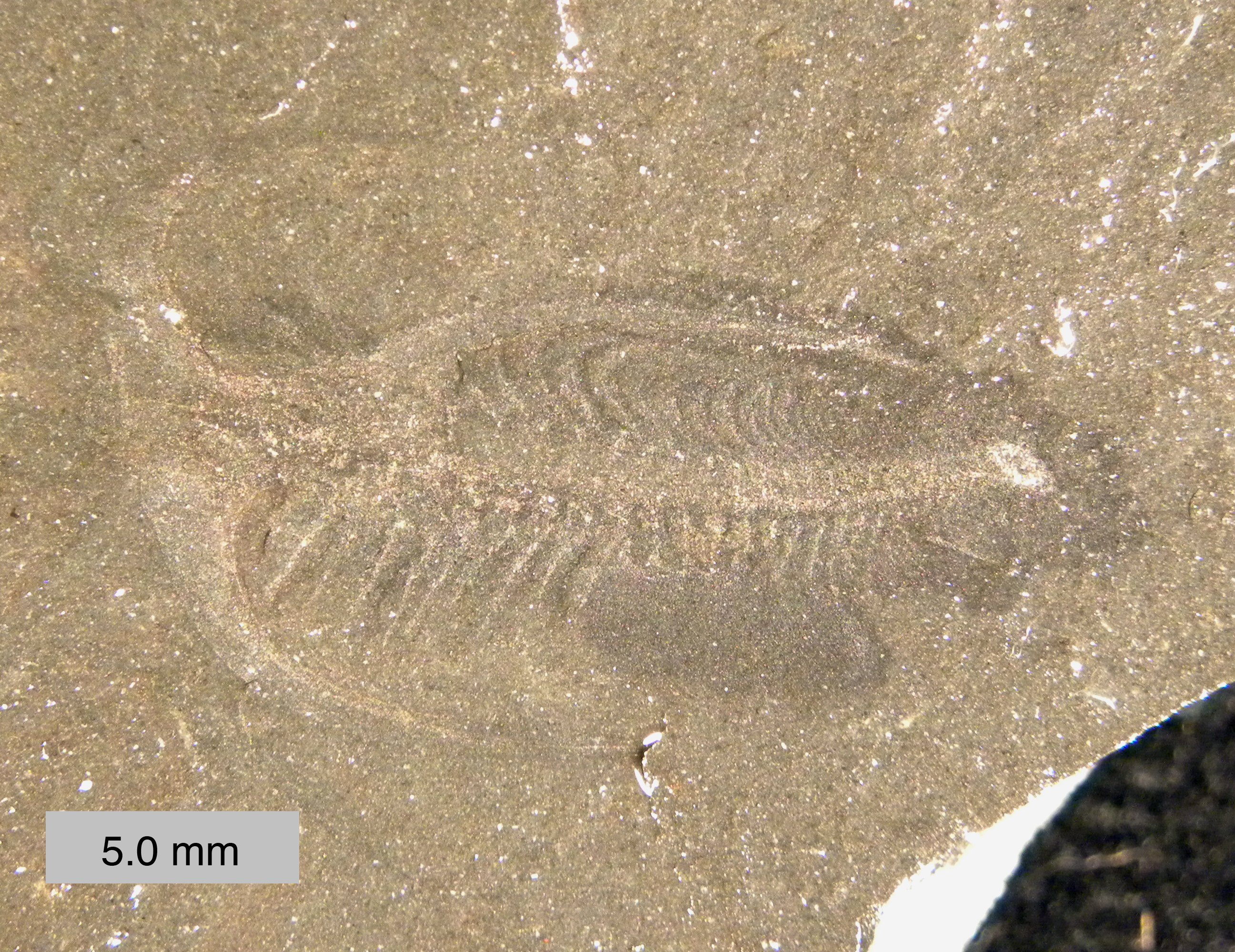
Marrella splendens

Marrella splendens est une espèce éteinte d'arthropodes de la faune à corps « mou » des Marrellomorpha, découverte dans les schistes de Burgess, datés du Cambrien moyen, il y a environ 505 Ma (millions d'années).

## Historique et dénomination
Il fut découvert par Charles Walcott le 31 août 1909 qui donna à cet animal le nom informel de "lace-crab" soit Crabe-Dentelles, en référence à l'aspect de l'animal. La découverte de Marrella est liée à celle du lagerstätte des schistes de Burgess (Colombie-Britannique) : c'est en effet l'un des premiers animaux à corps mous découverts, l'un de ceux qui ont attiré l'attention de Walcott sur ce gisement. 
Marrella a vécu au cours du Cambrien moyen, il y a environ 505 Ma (millions d'années).

## Étymologie
Lors de sa description en 1912, Walcott rendit hommage à son collègue et ami le Dr John Edmund Marr en nommant cet animal Marrella.

## Taxinomie
Marrella fut en premier lieu considéré par Walcott comme un crustacé, avant d'être considéré proche des trilobites puis des branchiopodes.
Marrella fut ensuite attribué à différentes classes d'arthropodes jusqu'à ce que Whittington n'entame sa redescription et considère que Marrella n'est lié directement à aucun groupe d'arthropodes actuels ni aux trilobites. Whittington base cette affirmation sur la disposition des appendices céphaliques de Marrella.

## Description
Le corps de Marrella est constitué de deux parties : un bouclier céphalique et un corps constitué de 17 à plus de 26 segments. La variation du nombre de segments est perçue comme une série ontogénique, c'est-à-dire une succession de stades de croissance. Marrella mesure de 2,5 à 24,5 mm.
Marrella possède deux paires d'appendices céphaliques uniramés contrairement aux trilobites qui possèdent une paire seulement d'appendices céphaliques uniramés  suivis par trois paires d'appendices céphaliques biramés.
Les appendices thoraciques de Marrella diffèrent également de ceux des trilobites dans la disposition du rameau branchial et l'attachement de l'appendice au corps.
Le bouclier céphalique de Marrella a une forme de fer à cheval. Il porte une paire d'extensions (cornes) latérales antérieures courbes puis une autre paire d'extension courbes également qui longent le corps sur presque toute sa longueur.
La première paire d'appendices céphaliques est longue et fine. Chaque appendice est constitué d'une trentaine d'articles courts et de section cylindriques. Ce premier appendice est généralement considéré comme une paire d'antennes (rôle sensitif).
La seconde paire d'appendices est plus large et comporte moins d'articles. Son extrémité distale est élargie et garnie de soies. Walcott décrivit cette paire d'appendices comme des antennes et fut rejoint dans cette analyse par Whittington, qui évoqua la possibilité d'une fonction de propulsion. Dans un article publié en 2006, Garcia-Bellido et Collins considèrent, après avoir réexaminé de nombreux fossiles de Marrella, que cette paire d'appendices servait principalement de palettes natatoires.
Le reste du corps de Marrella est étroit et constitué de segments grossièrement cylindriques. Selon les reconstructions, il est considéré que Marrella pouvait surtout onduler son corps dans un plan vertical (Whittington) soit vertical et horizontal (Garcia-Bellido et Collins).
Les appendices biramés thoraciques s'attachent directement au corps (pas de coxae comme celui des trilobites). Le filament branchial s'insère au niveau du premier article du rameau locomoteur, il s'incurve tout d'abord vers l'avant avant de se replier vers l'arrière de l'animal, il est toujours en position dorsale par rapport au rameau locomoteur.
Les douze derniers appendices portent de longues soies qui leur donnent un aspect de filet, Garcia-Bellido et Collins considèrent cette structure comme une sorte de nasse qui servait à attraper les proies, qui étaient ensuite conduites antérieurement vers la bouche.

## Distribution
Les Marrella furent tout d'abord trouvés uniquement dans une couche du site des schistes de Burgess, mais leur extension temporelle et géographique a été revue à la lumière de nouvelles découvertes : les Marrella se trouvent dans une large série de couches du site de Burgess et dans les environs immédiats (près du mont Stephen du mont Field et de la montagne Odaray).
Des Marrella ont également été découverts au sud-ouest de la Chine dans la faune de Kaili, dans la province de Guizhou.

## Affinités
Marrella est un arthropode dont les affinités sont encore l'objet de conjectures.
Il est placé dans un groupe appelé marrellomorphes avec d'autres arthropodes avec lesquels il partage de nombreux points communs :
- Mimetaster hexagonalis (Gürich 1931) du Dévonien de Hunsrück slate en Allemagne [4];
- Furca bohemica de l'Ordovicien de Bohème en République Tchèque [5];
- Furca pilosa sp. de l'Ordovicien de Bohème en République Tchèque;
- Furca mauretanica de la formation des argiles de Fezouata au Maroc.

Et d'autres arthropodes moins proches :
- Vachonisia rogeri du Dévonien de Hunsrück slate;
- Xylokoris chledophilia du Silurien de Herefordshire en Angleterre [6].

## Écologie
La taille de Marrella et sa présence en grande quantité dans le gisement du Schiste de Burgess laisse penser que cet arthropode était près de la base de la chaîne alimentaire. Son anatomie fait penser à celle d'un animal charognard ou suspensivore.

## Conclusion
Avec d'autres animaux aux formes inattendues et uniques, Anomalocaris, Wiwaxia, Opabinia, Yohoia et bien d'autres, le Marrella a démontré que la faune des animaux "à corps mous" des dépôts du Schiste de Burgess est beaucoup plus complexe et riche que ce qui avait été originellement imaginé.